# Shawn McNeil
Shawn McNeil (* 17. März 1978 in Pembroke, Ontario) ist ein ehemaliger kanadischer Eishockeyspieler, der in Deutschland für den Herner EV, die Füchse Duisburg und die Kassel Huskies aktiv war.

## Karriere
McNeil begann seine Karriere 1993 bei den Kamloops Blazers, für die er bis 1997 in der kanadischen Juniorenliga Western Hockey League spielte. Vor Beginn der Saison 1996/97 nahmen ihn die Washington Capitals aus der National Hockey League unter Vertrag, die ihn im NHL Entry Draft 1996 in der dritten Runde an 78. Position ausgewählt hatten. Allerdings absolvierte der Center kein NHL-Spiel für die Hauptstädter und verbrachte die folgenden zwei Spielzeiten bei den Red Deer Rebels in derselben Spielklasse, bis er schließlich 1999 zu Louisiana IceGators in die East Coast Hockey League wechselte. Im selben Jahr wurde McNeil zusätzlich in die kanadische Nationalmannschaft berufen, für die er zwei Spiele bestritt.
Nach mehr als 270 Spielen und 130 Toren verließ der Kanadier Louisiana nach vier Jahren und wechselte zur darauf folgenden Saison 2003/04 nach Deutschland zum EV Duisburg in die 2. Bundesliga. Nach zwei Jahren und 100 bestrittenen Spielen stieg der Angreifer mit den Füchsen in die Deutsche Eishockey Liga auf und spielte im Jahr darauf um den Klassenerhalt, den die Mannschaft in den Play-downs gegen die Kassel Huskies erreichen konnte.
Trotz des Abstiegs der Huskies in die zweite Liga, wechselte McNeil mit seinem Mitspieler Hugo Boisvert von Duisburg nach Kassel und spielte mit den Nordhessen nochmals zwei Spielzeiten um den Aufstieg in die DEL. Mit mehr als 120 Scorerpunkten in beiden Jahren war Shawn McNeil einer der besten Spielern bei Kassel und dominierte mit ihnen die zweite Bundesliga. Zwar verpasste man 2006/07 den Aufstieg im Finale der Play-offs, schaffte diesen jedoch mit 27 Punkten Vorsprung in der Hauptrunde und einem Finalsieg gegen die Landshut Cannibals im folgenden Jahr.
McNeil erkrankte im Sommer 2008 unverhofft an Rheuma und behielt einen Trainingsrückstand in der DEL-Saison 2008/09, woraufhin er im Januar 2009 zum Herner EV in die Oberliga wechselte. Ab 2010 spielte er für die Louisiana IceGators in der Southern Professional Hockey League, ehe er 2015 seine Karriere beendete.

## Erfolge und Auszeichnungen
| - 1995 President’s-Cup-Gewinn mit den Kamloops Blazers - 1995 Memorial-Cup-Gewinn mit den Kamloops Blazers - 2003 ECHL Second All-Star Team | - 2008 Meister der 2. Bundesliga und Aufstieg in die DEL mit den Füchse Duisburg - 2014 SPHL Most Valuable Player - 2014 SPHL First All-Star Team |

## Karrierestatistik
(Legende zur Spielerstatistik: Sp oder GP = absolvierte Spiele; T oder G = erzielte Tore; V oder A = erzielte Assists; Pkt oder Pts = erzielte Scorerpunkte; SM oder PIM = erhaltene Strafminuten; +/− = Plus/Minus-Bilanz; PP = erzielte Überzahltore; SH = erzielte Unterzahltore; GW = erzielte Siegtore; 1 Play-downs/Relegation; Kursiv: Statistik nicht vollständig)